# Unternogg
Unternogg ist ein Ortsteil der oberbayerischen Gemeinde Saulgrub im Landkreis Garmisch-Partenkirchen.

## Lage
Die Einöde liegt etwa 3 km westlich des Saulgruber Ortsteils Altenau im Tal der Halbammer an der Königsstraße, die Altenau mit Trauchgau verbindet, auf einer Höhe von 836 m ü. NHN.

## Geschichte
1845 erwarb Graf Dürckheim aus Steingaden das Gebiet am Osthang der Trauchberge und errichtete dort 1849 ein Forsthaus, eine Sägmühle und Köhlerhütten zur Gewinnung von Holzkohle. 1860 verkaufte Dürkheim das Gebiet an den Staat, der dort ein Forstamt einrichtete. König Ludwig II.ließ im Tal der Halbammer flussaufwärts von Unternogg ein Königshäuschen errichten, für das das Forsthaus als Versorgungsstation diente. 
Schon um 1900 wurde in dem Forsthaus eine Gastwirtschaft betrieben. Offiziell hieß der Ort damals Sophienthal, im allgemeinen Sprachgebrauch behielt er aber seinen alten Namen Unternogg.

## Ortsbild

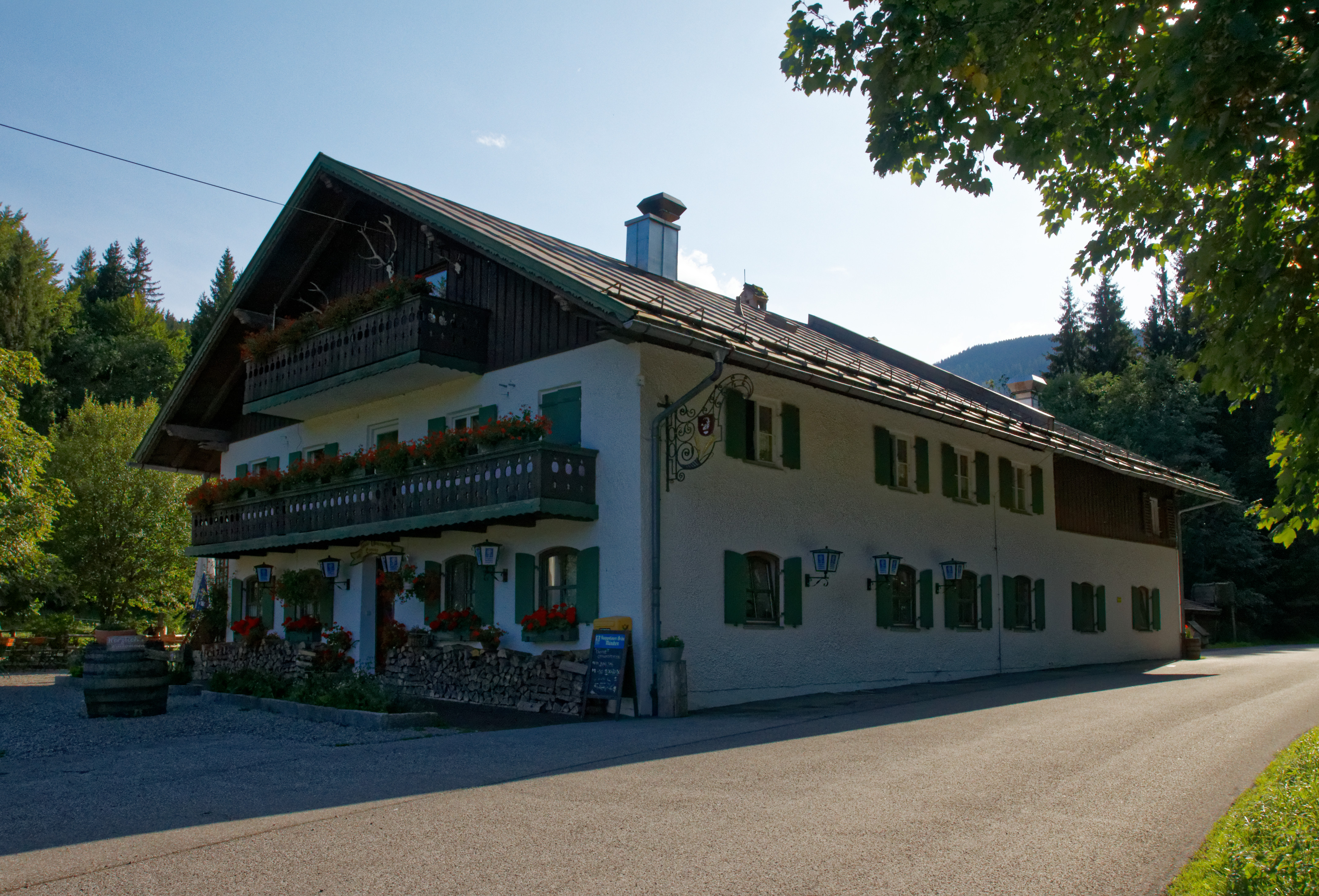
Forsthaus Unternogg

Die wenigen Gebäude liegen beidseitig der Königsstraße, das Forsthaus südlich, zwei andere Gebäude nördlich. 

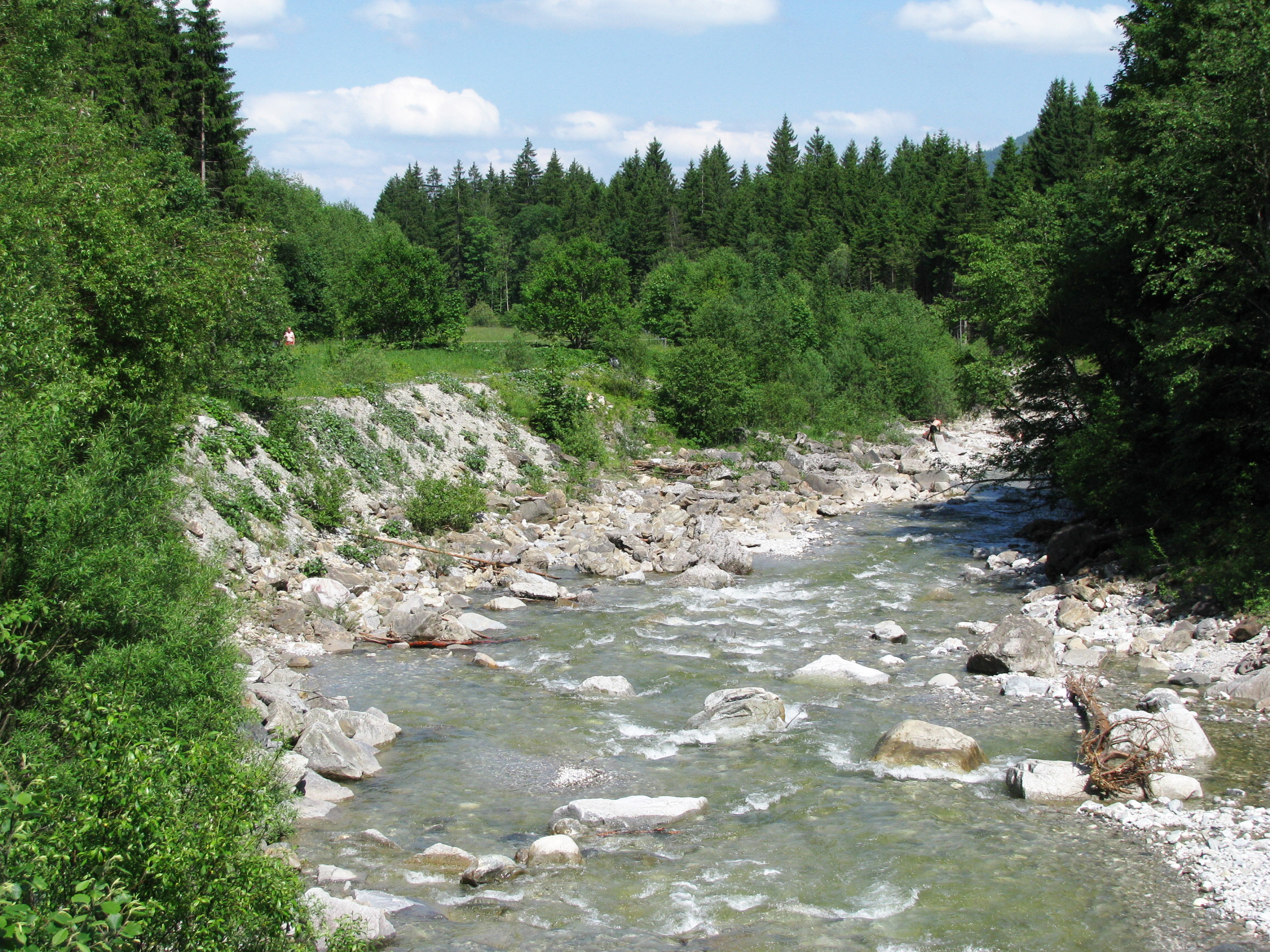
Die Halbammer bei Unternogg

Im Wald südlich der Einöde steht die 1902/03 auf dem Fundament des ehemaligen Königshäuschens Ludwigs II. errichtete Hubertuskapelle.